# Bradina hemmingalis
Bradina hemmingalis là một loài bướm đêm trong họ Crambidae.